# Tito Speri
Tito Speri (né le 2 août 1825 à Brescia, décédé le 3 mars 1853 à Belfiore) est un patriote italien et un des martyrs de Belfiore.

## Biographie

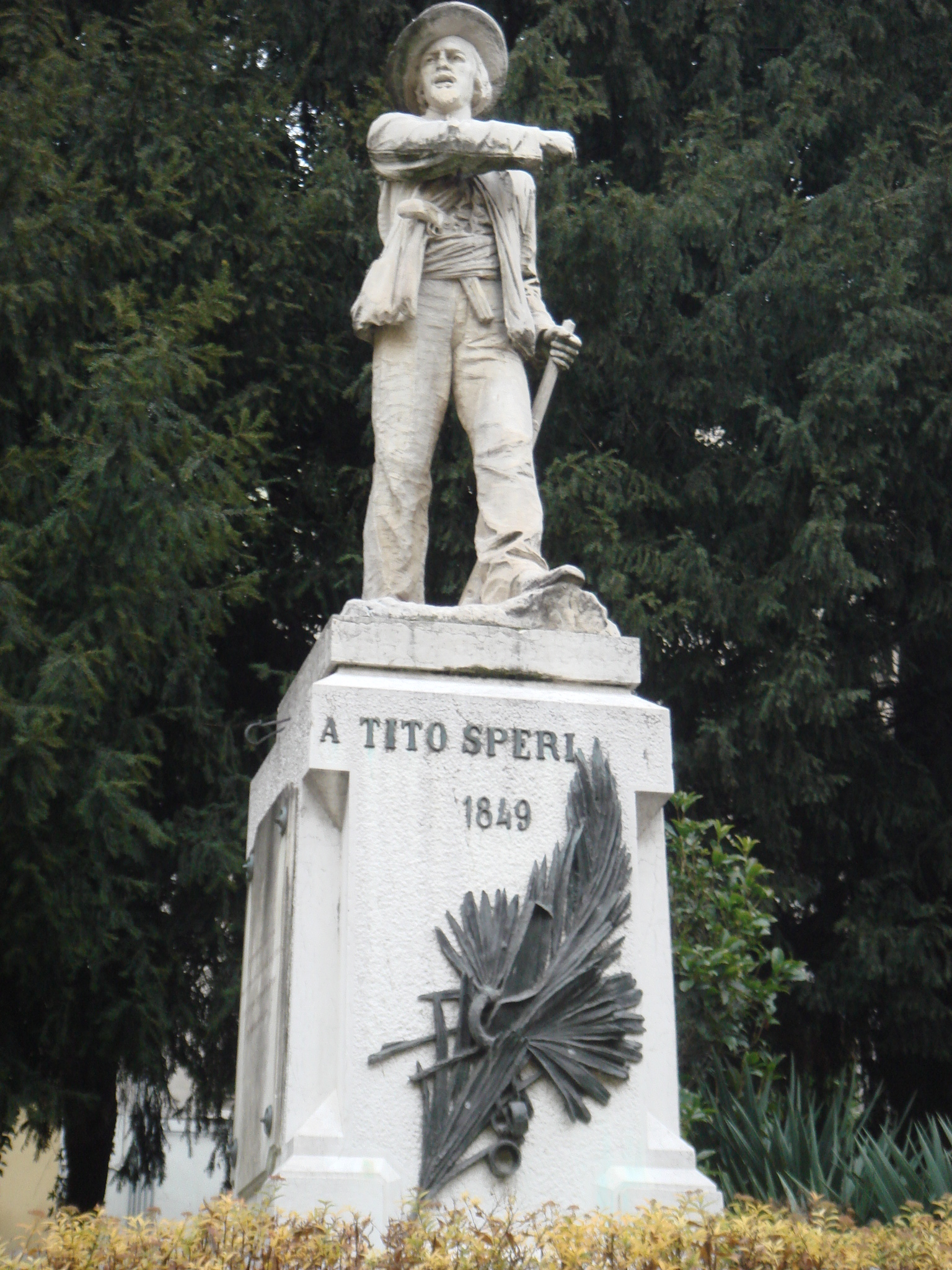
La statue de Tito Speri à Brescia.

Dans sa jeunesse, il fréquente le lycée classique Arnaldo de Brescia.

En 1848, il part comme volontaire à la première guerre d'indépendance italienne et après l'armistice, il revient à Brescia où il aide le comité clandestin pour préparer l'insurrection des dix jours de Brescia (mars 1849).

Tito Speri commande la défense de la porte Torrelunga (l'actuelle Place Arnaldo) et de la place qui, aujourd'hui, porte son nom.

Profitant du départ de l’armée autrichienne pour le Piémont, l'insurrection éclate et se termine le 1er avril 1849 avec un Speri protagoniste des divers combats armés.

Avec la capitulation de la ville, le patriote se réfugie dans le canton italien de Lugano, puis se rend à Turin pour rejoindre les émeutiers mazziniens. Puis, il rentre à Brescia après l’armistice, mais son activité conspiratrice est découverte et Tito Speri est arrêté et condamné à mort en 1853 par pendaison à Belfiore, dans le quadrilatère autrichien.
Une statue de Tito Speri (érigée sur la place homonyme à Brescia) est inaugurée solennellement le 1er septembre 1888.
Giulio Uberti lui a dédié un poème.

## Sources
- (it) Cet article est partiellement ou en totalité issu de l’article de Wikipédia en italien intitulé « Tito Speri » (voir la liste des auteurs).
- (it) « Centre d'études Tito Speri - biographie de Tito Speri »
- (it) Costantino Cipolla, Belfiore : I comitati insurrezionali del Lombardo-Veneto ed il loro processo a Mantova del 1852-1853, t. I, Milan, FrancoAngeli, 2006, 976 p. (lire en ligne)
- (it) Costantino Cipolla, Belfiore : Costituti documenti tradotti dal tedesco ed altri materiali inediti del processo ai Comitati insurrezionali del Lombardo-Veneto (1852-1853), t. II, Milan, FrancoAngeli, 2006, 865 p. (lire en ligne)